# 次大夫堀公園
次大夫堀公園（じだゆうぼり こうえん）は、東京都世田谷区喜多見にある区立公園である。

## 概要
当公園は1983年に開園した公園で、園内のメインは民家園である。当公園ではかつて世田谷区内で見られた農村生活を身近に見られるように名主屋敷（主屋1棟、土蔵2棟）、民家2棟、表門、消防小屋などが復元され、公園内の次大夫堀や水田とあわせて、江戸時代後期から明治時代初期にかけての農村風景を再現されており、かつての暮らしぶりを体験できる。

### 次大夫堀
園内には公園の名の由来になっている「次大夫堀」という用水が流れており(後年復元されたもの)、これは稲毛・川崎領（現在の神奈川県川崎市）の代官であった小泉次大夫の指揮により、慶長2年から15年の歳月をかけて開発された農業用水の一部である。この用水は正式には六郷用水といい、昭和初期までは周辺農地などに使われていたが、現在大半は埋められたか雨水用の下水に転用されている。世田谷区内では次大夫掘公園内に復元された約600mの流路と、丸子川として一部分のみ残っているのみである。

## 歴史
- 1983年3月 - 開園
- 1991年 - 手づくり郷土賞（施設部門）受賞[2]。
- 2019年 - 公園が拡張され、里山農園が園内に新設された。

## 主な施設
- 広場
- 旧安藤家住宅主屋
- 旧秋山家住宅土蔵
- 消防小屋と火の見櫓
- 旧加藤家住宅主屋
- 旧城田家住宅主屋
- 旧谷岡家住宅表門
- 次大夫堀（六郷用水）
- 水田

## 主な行事
- 俳句作り（5月）
- こどもの日（5月）
- 秋の茶会（9月）
- 菊の展示（10月下旬～11月下旬）
- 手作り市（そば打ちの実演ほか 11月）
- お正月行事（元日）

その他にも日常的に園内では行事が行われている。

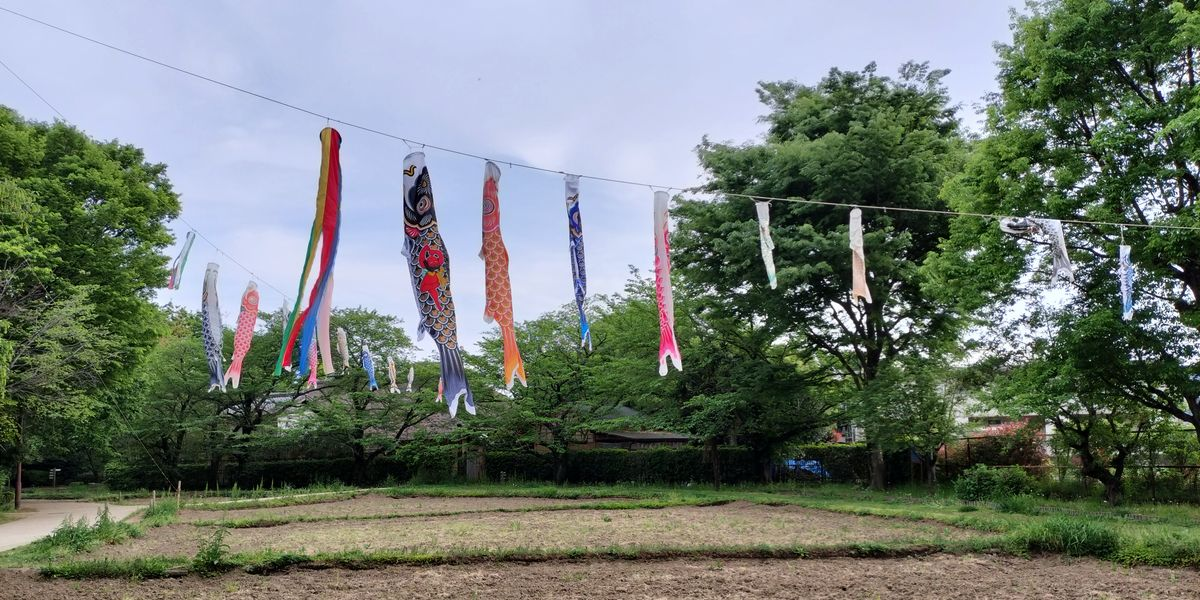
水田の上に張られた鯉のぼり（2023年5月上旬）

## 水路
園内には水路が流れている。この水は野川から汲み上げられている。池の他に、稲作シーズン中には水田にも引き込まれる。そして最後は野川に放流される。

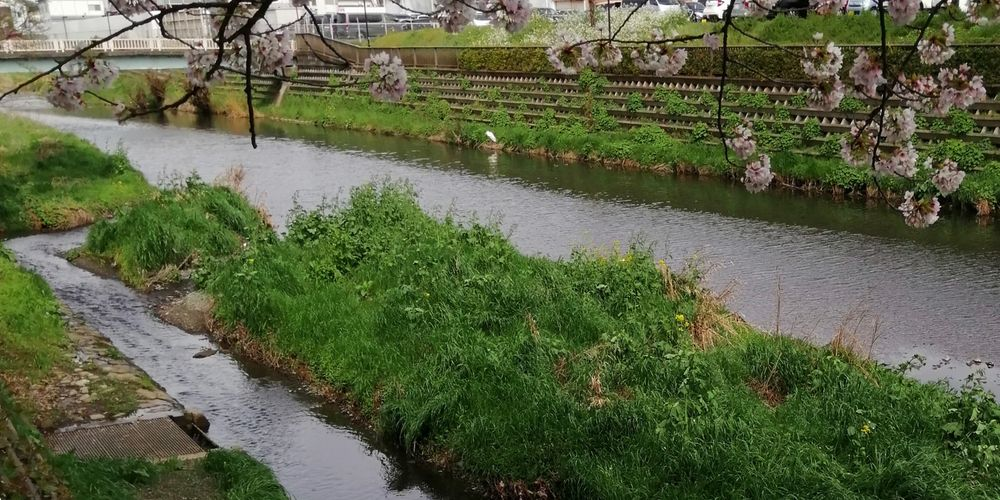
水は野川から取り込んでいる（分流後に左下の金網部分に落ちる）
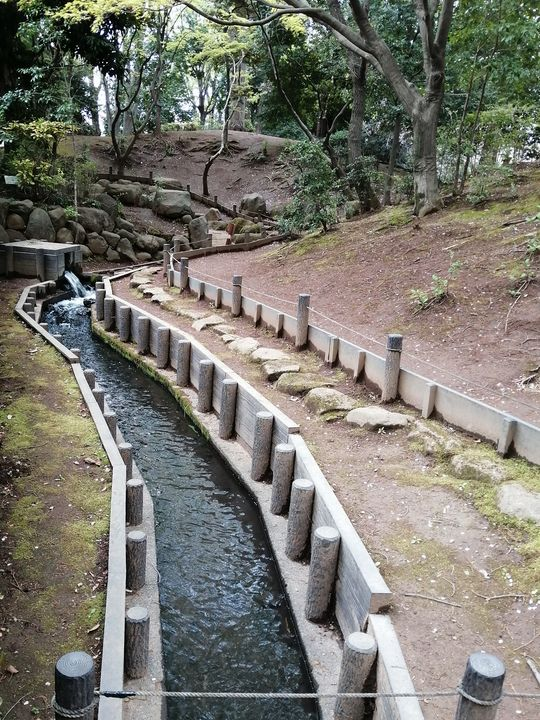
水路の始まり部分。地面より高い位置から流している。
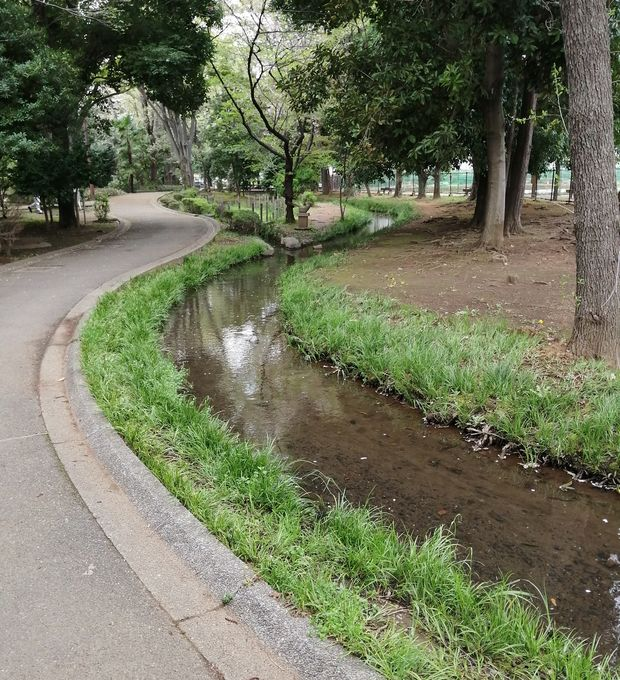
園内の流れ
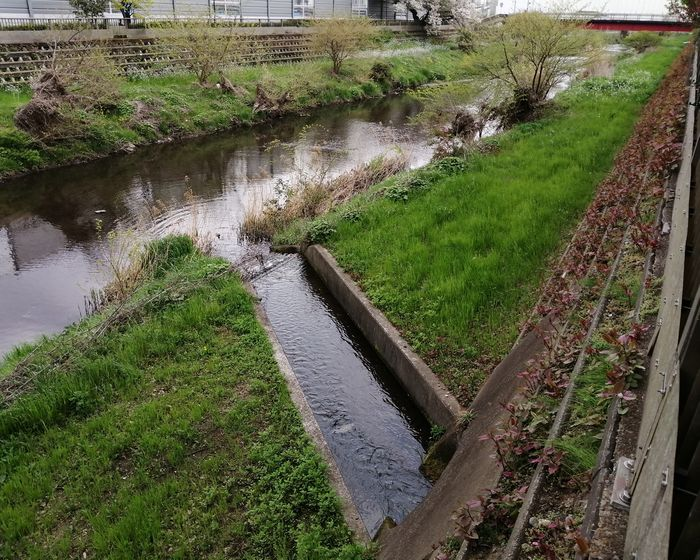
再び野川に戻される。

## 水田
毎年5月下旬頃に田植え、10月上旬頃に稲刈りをする。田植えと稲刈りには、地元の児童や保護者なども参加する。

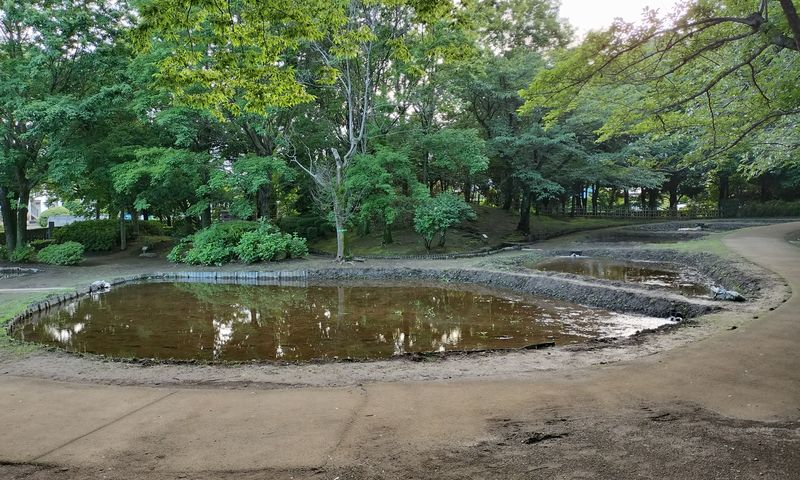
水が張られた水田（2023年5月中旬）
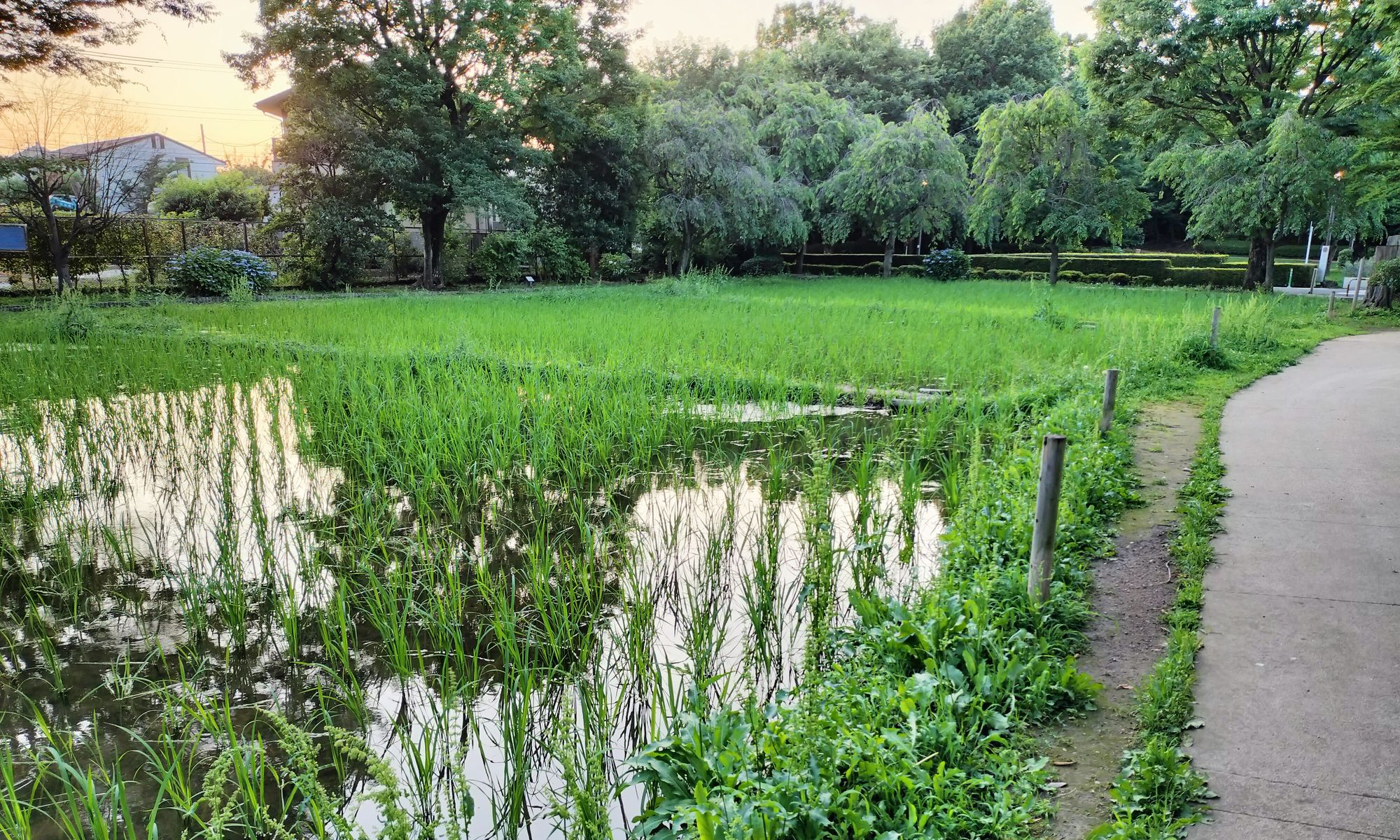
田植えが終わった水田（2024年6月中旬）
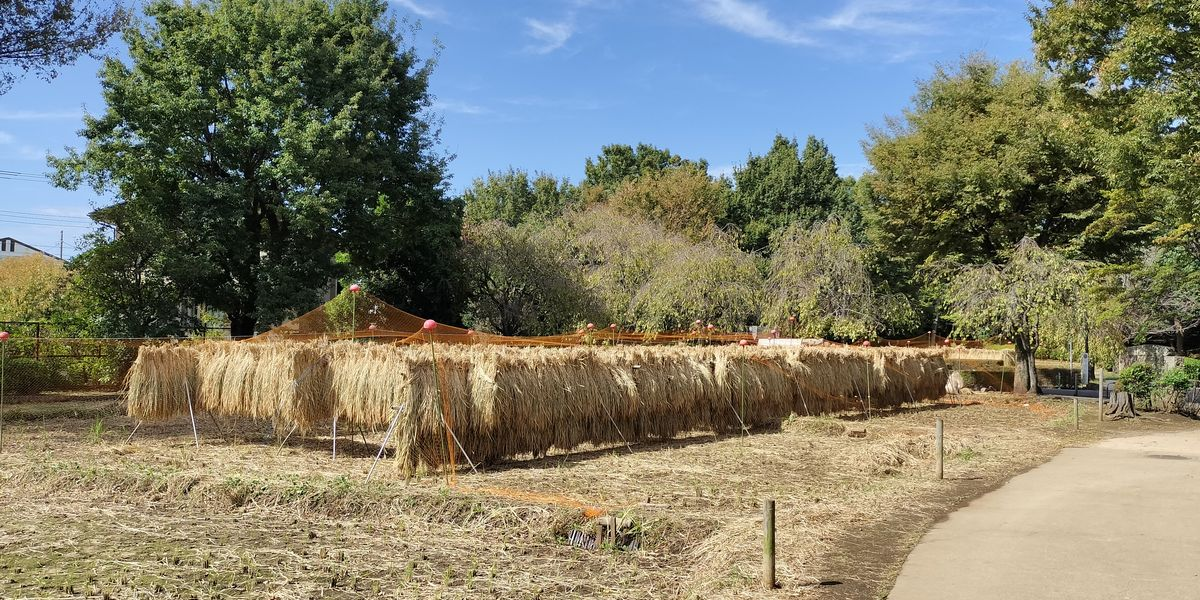
稲刈りが終り、稲架掛けが行われている（2023年10月）

## アクセス
- 東急田園都市線・東急大井町線二子玉川駅、小田急小田原線成城学園前駅などからバス利用、「次大夫堀公園前」下車　徒歩2分
  - 東急バス・小田急バス玉07系統　二子玉川駅～成城学園前駅南口
  - 小田急バス玉08系統　二子玉川駅～調布駅南口
- 成城学園前駅西口・南口から徒歩15分

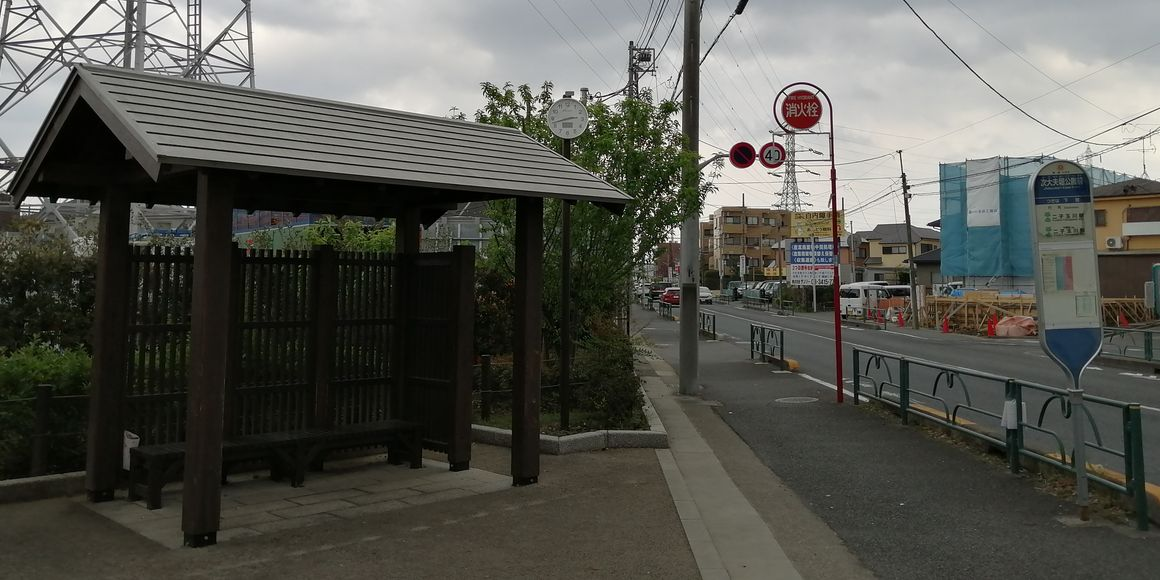
次大夫堀公園前バス停（二子玉川駅方面）
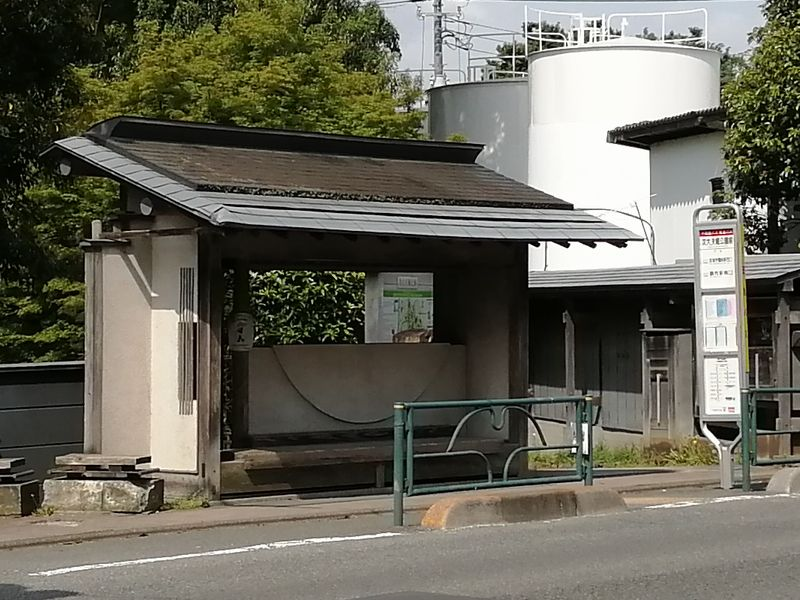
次大夫堀公園前バス停（成城学園前駅方面）

## 利用時間など
- 午前9時30分～午後4時30分。入場は無料。
- 毎週月曜日と年末・年始（12月28日～1月4日）は休園。但し、元日は特別開園。月曜日が祝日及び休日にあたるときは、その翌日が休園日。

## ギャラリー

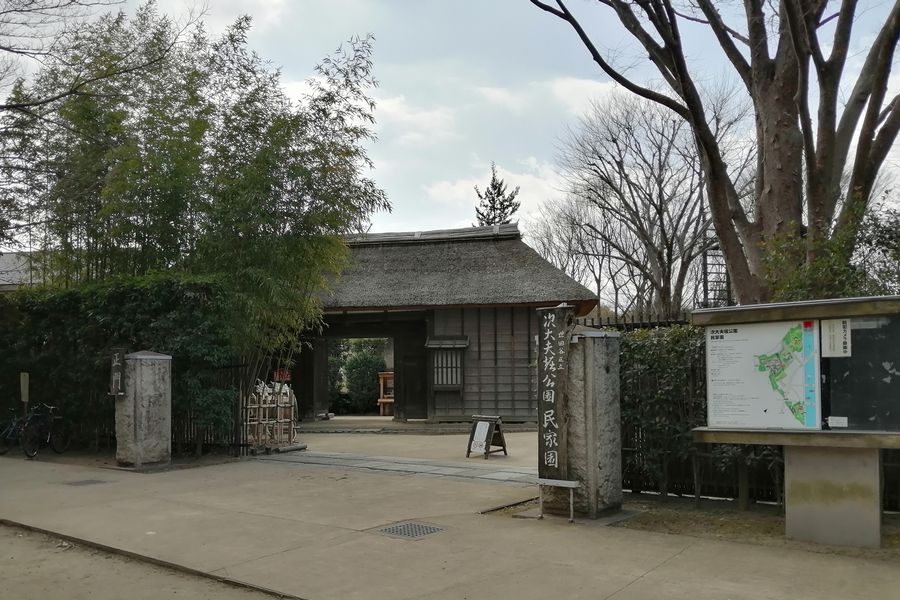
民家園の北門（正門）
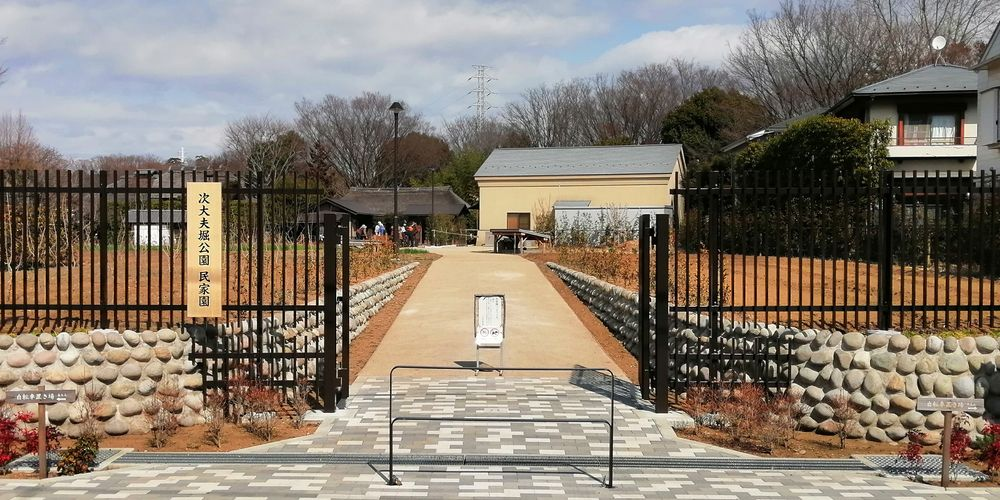
民家園の南門
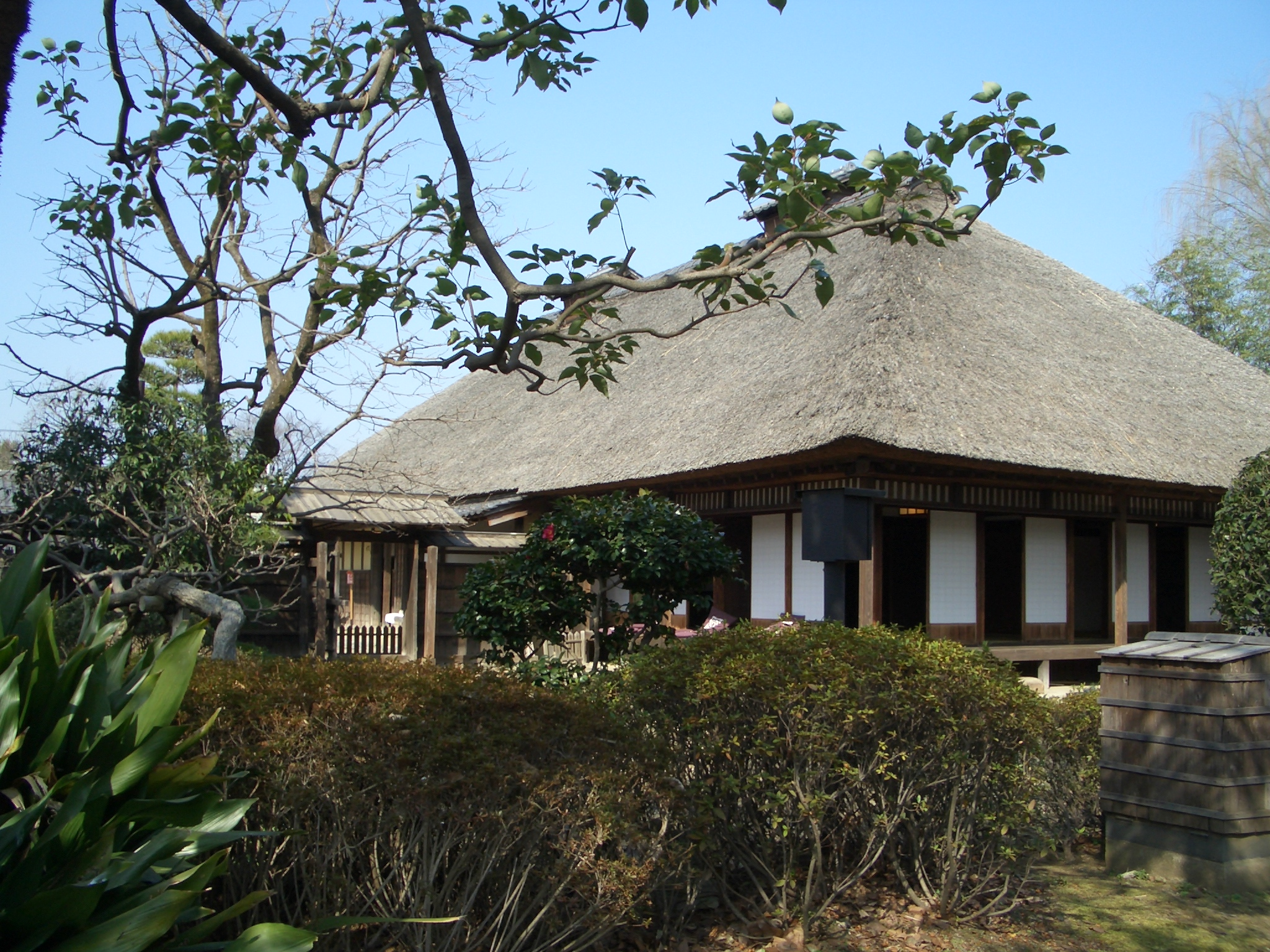
旧安藤家住宅
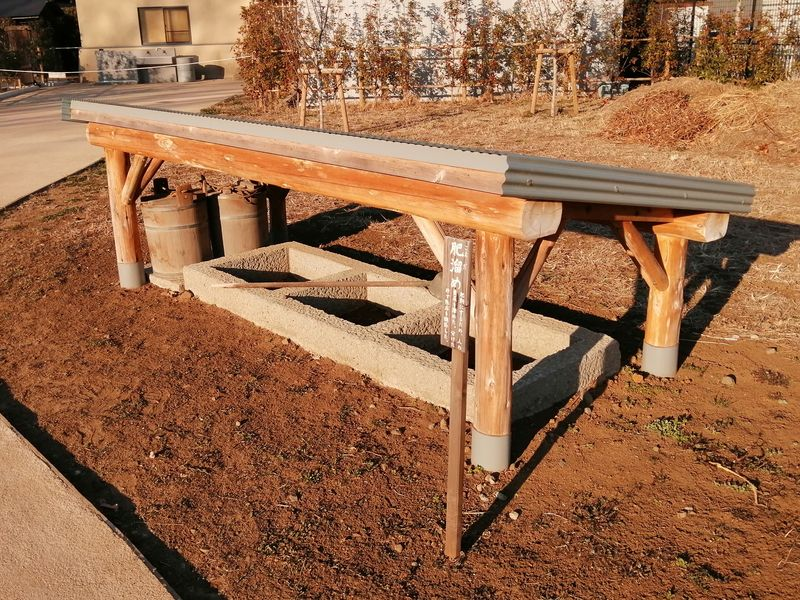
肥溜め その1（展示用に再現したもので肥料は入っていない）
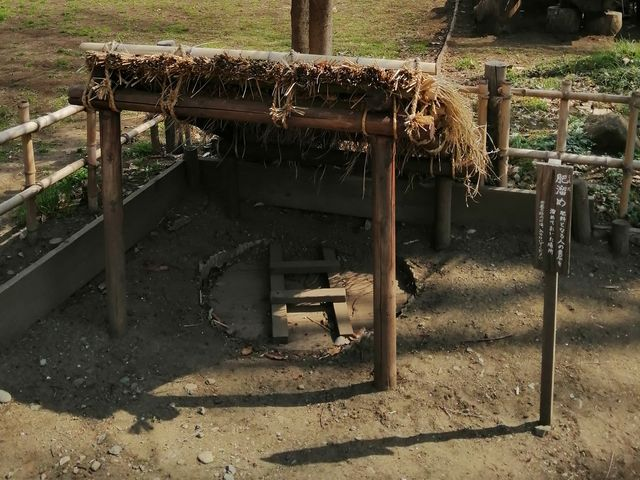
肥溜め その2
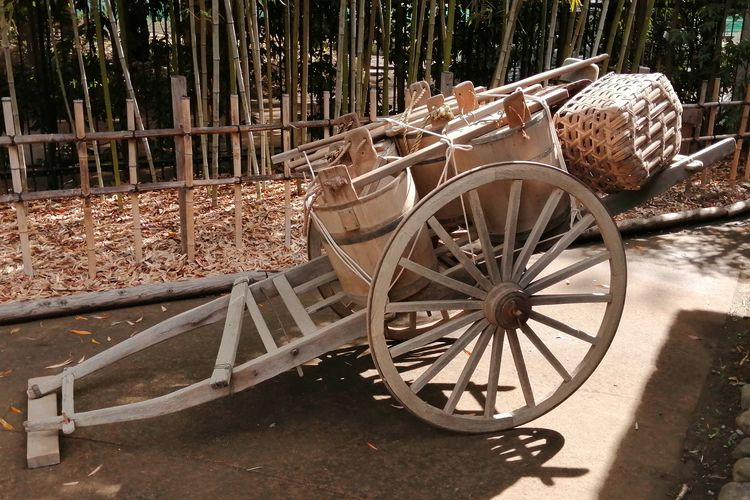
荷車（桶、柄杓、籠が載っている）
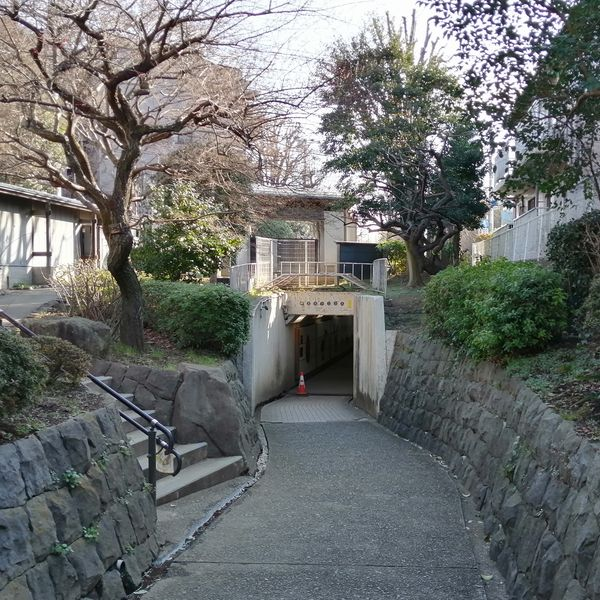
トンネルの西側、上部にバス停
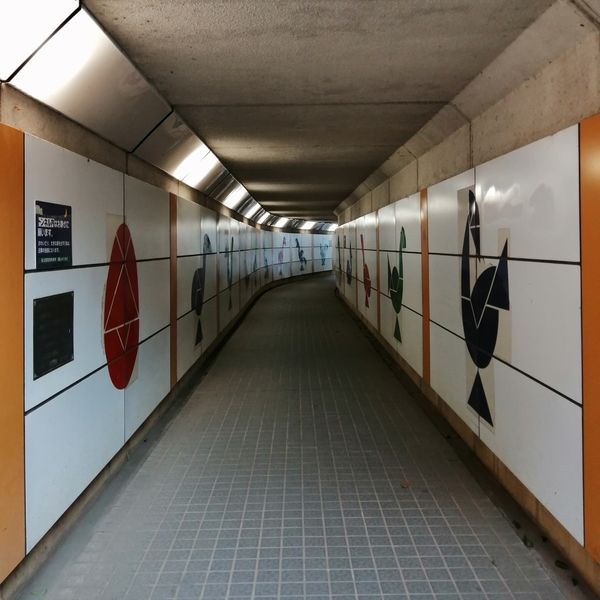
トンネルの内部
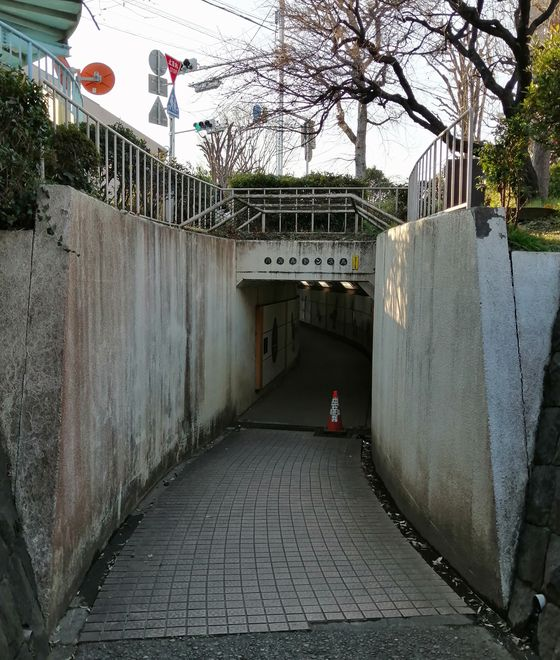
トンネルの東側、左上に歩道橋

## その他
- 世田谷喜多見三郵便局の風景印には次大夫堀公園民家園が使われている[3]。